# Заболачивание
Забола́чивание ― процесс образования болота в результате избыточного увлажнения территории, вызванного естественными либо антропогенными факторами (например, потеря воды при её транспортировке водопроводами и каналами или обезлесение). Может быть преднамеренным, для повышения плодородности почвы или поднятия местности наносными слоями ила. Для борьбы с заболачиванием применяются осушение болот, создание специальных водотоков, замораживание грунта и мелиорация почв закрытым дренажем. Доктор геолого-минералогических наук Эрнест Калинин выделяет жестководный и мягководный типы заболачивания, приводящие к формированию низинных и верховых болот соответственно.

## Общие сведения
Заболачивание представляет собой процесс образования болота в результате избыточного увлажнения или подтопления территории, влияющих на изменение почв и ландшафта. Также может происходить как заторфовывание угодий вследствие их постепенного зарастания. Из-за заболачивания происходит снижение продуктивности сельскохозяйственных угодий и деградация почв. К заболачиванию почв приводит подпор поверхностного стока, подъём уровня грунтовых вод либо перемена режима испарения, вызванная, к примеру, лесными пожарами. На процесс также влияет состав грунтов: наличие глин и суглинков, затрудняющих проникновение дождевых и талых вод глубже в землю, приводит к их застаиванию и заболачиванию угодий; в песчаных почвах заболоченность может образоваться вблизи грунтовых вод при отсутствии дренажа. Заболачивание необратимо при опускании рельефа, образовании карстовых воронок и повышении уровня поверхностного стока. Процесс заболачивания сокращается при поднятии рельефа и глубинной эрозии. Как результат заболачивания происходит формирование торфа. Заболачивание может быть намеренным (также называется кольтаматированием, кольтамажем), с целью улучшения плодородности почвы илом и поднятия местности с помощью наносных слоёв ила.
Заболачивание также может быть вызвано антропогенными факторами, такими как переувлажнение почвы, потери воды при её транспортировке водопроводами или каналами, а также обезлесение. Чтобы предотвратить заболачивание, необходимо проводить инженерно-гидротехнические и мелиоративные мероприятия. По состоянию на начало XXI века в России заболочены более 44 миллионов гектар сельскохозяйственных угодий (20 % от общей площади угодий). Заболачивание характерно в основном для лесов умеренного климата и наиболее активно на периферии болотных систем, в частности, на равнинах. Заболоченными территориями (землями) называются земельные площади с избытком влаги, скапливающейся на поверхности, в почве или в подпочве, на которых произрастают влаголюбивые растения, но которые обладают слоем торфа менее 30 сантиметров или не имеют торфяного слоя вообще. Для борьбы с заболачиванием применяются осушение болот, создание насыпей под сооружения и специальных водотоков (дрен), замораживание грунта и использование свайных оснований. Постоянное заболачивание предотвращается путём мелиорации почв закрытым дренажем, временно ― глубокой вспашкой, сооружением временных борозд и канав.

## Типы
Доктор геолого-минералогических наук Эрнест Калинин выделяет жестководный и мягководный типы заболачивания. Жестководное заболачивание наблюдается в низинах: минерализованные грунтовые воды постоянно переувлажняют территорию, из-за чего стимулируется рост растений низинных болот и происходит отложение торфа. Мягководное заболачивание происходит на водоразделах вследствие превышения выпадения атмосферных осадков над их испарением, в результате чего образуются верховые болота. В естественной среде обычно происходит смешение двух типов, когда развитие болота, образовавшегося вследствие жестководного заболачивания, происходит по мягководному типу по мере роста болота вверх.